# 花楸猕猴桃
花楸猕猴桃（学名：Actinidia sorbifolia）是猕猴桃科猕猴桃属的植物，为中国的特有植物。分布在中国大陆的贵州等地，生长于海拔1,300米至1,600米的地区，常生长在山地的丛林中，目前尚未由人工引种栽培。